# Wurzacher Ried
Das Wurzacher Ried ist eines der größten Naturschutzgebiete und eines der bedeutendsten Moorgebiete Süddeutschlands. Von der EU wurde es als europäisches Vogelschutz- und FFH-Gebiet („Natura 2000“) mit einer Prämie ausgezeichnet. Das Moorgebiet liegt nördlich der Gemeinde Bad Wurzach im baden-württembergischen Landkreis Ravensburg.

## Beschreibung
Der Rückgang der Gletscher der Riß- und der ihr folgenden Würm-Kaltzeit hinterließen ein großes Seebecken, das ab etwa 10.000 v. Chr. allmählich zu einer Moorlandschaft wurde. In den letzten rund 300 Jahren wurde das Moorgebiet durch Trockenlegen und Torfstechen gefährdet. Seit einiger Zeit werden zur Sicherung des ökologischen Kleinods Renaturierungen vorgenommen und Vernässungsmaßnahmen durchgeführt. Das Wurzacher Ried ist jedoch ganz überwiegend ein nur durch Regen genässtes weiter wachsendes Hochmoor. Entlang der in allen Randbereichen vorhandenen Fließ- und Grundgewässer gedeiht ein Niedermoor. Der weithin noch unberührte Kernbereich, der etwa ein Drittel der Moorfläche umfasst, ist das größte zusammenhängende und noch intakte Hochmoor Mitteleuropas.

## Ausdehnung
Die Moorfläche bildet ein sich von Nordost nach Südwest erstreckendes, unregelmäßiges Viereck von ungefähr 8 × 4 Kilometer, insgesamt etwa 18 Quadratkilometer. Es lassen sich im Wesentlichen drei Abschnitte unterscheiden:
- Der Großteil des „Haidgauer Rieds“ (auch Haidgauer Hochmoorschild genannt) und größtenteils auch das östliche, „Alberser Ried“ bilden den weithin unberührten Kernbereich des Hochmoors.[1]
- Die Fließ- und Grundgewässerbereiche bilden Niedermoorbereiche. Hier schlängeln sich die „Haidgauer Ach“, die „Dietmannser Ach“ und mehrere randständige Bäche durch das Ried.
- Der ungefähr zwei Quadratkilometer große, ehemalige Torfstichbereich, ein westlicher Ausläufer des Hochmoors, wurde zum Zweck der planvollen Renaturierung in den letzten 20 Jahren wieder vernässt, indem die Funktion der Trockenlegungskanäle aufgehoben wurde. Das „Dietmannser Ried“ im äußersten Nordosten, Wassergräben, Moortümpel, verlandende Torfstiche, Moorwälder, sowie die extensiv-landwirtschaftlich bewirtschafteten „Riedwiesen“ an allen Rändern sind die vom Menschen in den letzten 300 Jahren veränderten Landschaftselemente.

Etwa acht Kilometer südlich-westlich, durch zwei Endmoränen des Würm-Gletschers vom Moorgebiet Wurzacher Ried getrennt, liegt der vor allem ornithologisch bedeutsame Rohrsee.

## Quartäre Entwicklungsgeschichte

### Geologie

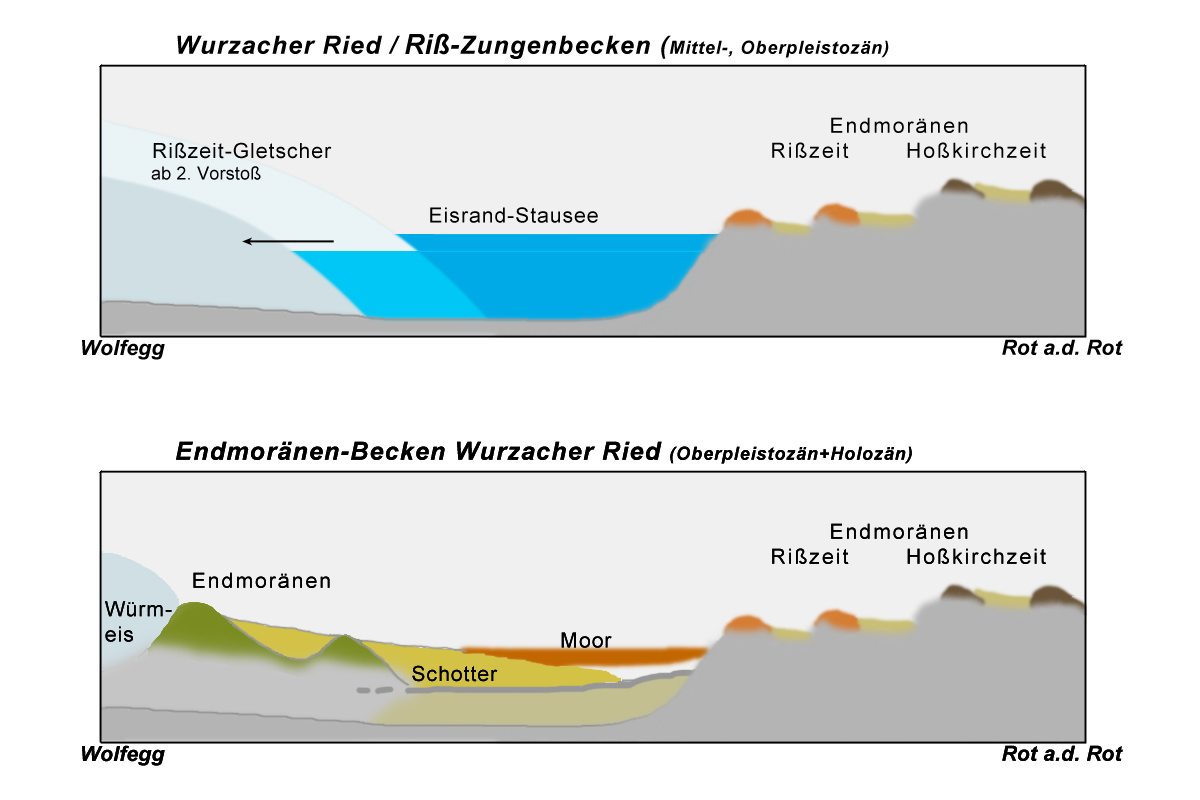
Längsschnitt Wolfegg-Rot a.d. Rot, glaziale Entwicklungsstufen

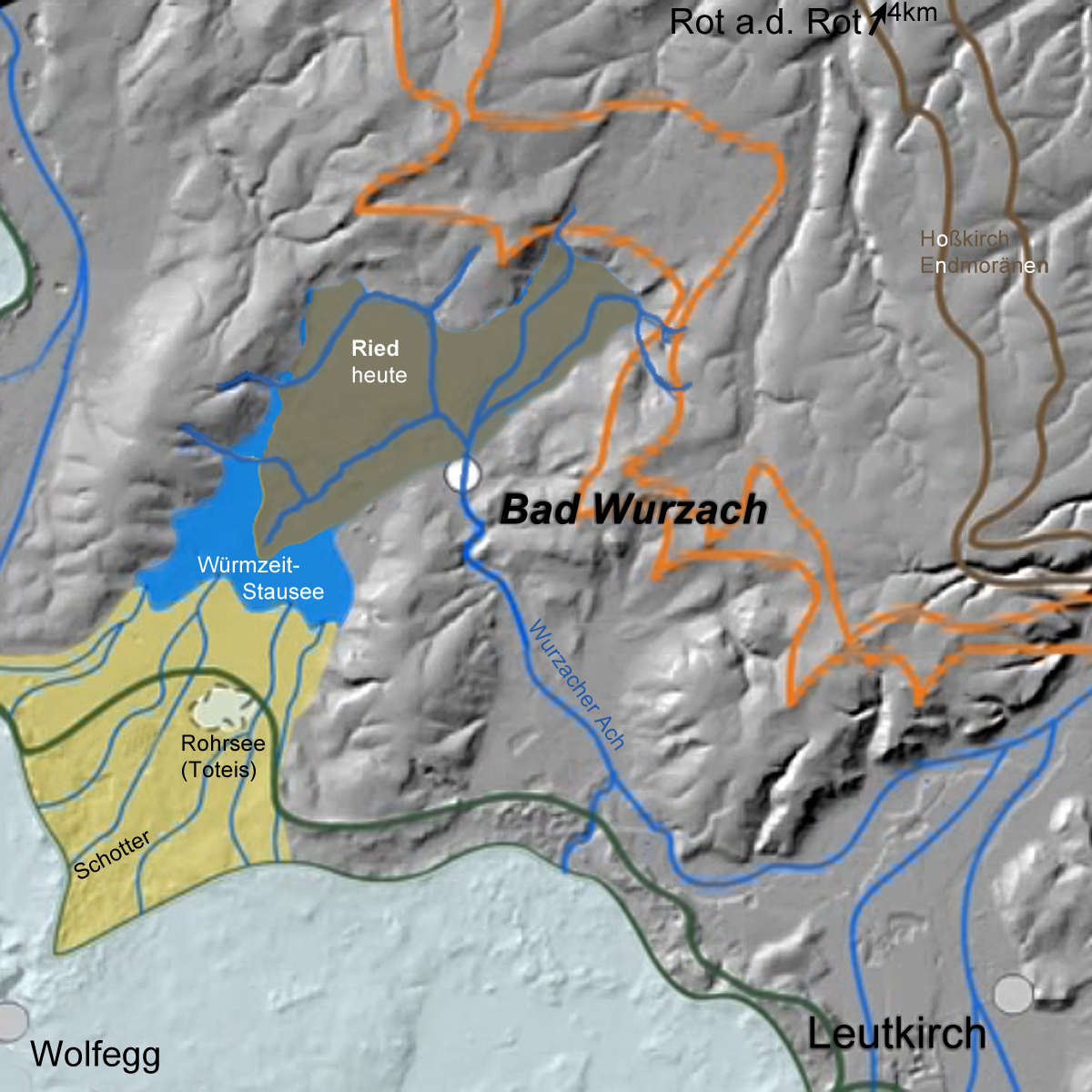
Wurzacher Ried, glaziale Vorgeschichte: Vorlandgletscher

Die Entstehungsgeschichte des Moorgebietes reicht in die letzten drei Eiszeiten zurück, als sich der Rheingletscher jedes Mal aus den Alpen weit in das Vorland bewegte. Diese Eiszeiten des Pleistozäns umfassen das letzte Fünftel des rund 2,6 Mio. Jahre umfassenden Quartärs, eine durch stark schwankende Klimata und durchweg von großen Eiszeiten geprägte geologische Epoche. Vor allem der zweite Vorstoß des Rheingletschers der Riß-Kaltzeit schürfte ein tiefes Zungenbecken zwischen den schon vorher vorhandenen, alten Hügelketten (Grabener Höhe, Ziegelberg) aus. Beim mehrfachen Vorstoß der Eismassen des Riß-Komplexes wurden zwei Endmoränen (Außenwall und Innenwall) gebildet, die das Zungenbecken im Nordosten abriegelten, so dass sich vor der Spitze der Gletscherzunge ein Eisrand-Stausee bildete. Beim jeweiligen Abschmelzen der Eismassen lagerten Schmelzwässer aber auch immer wieder Schotter und andere Sedimente ab, die das Becken aufschütteten, so dass dieses erheblich an Tiefe verlor.
Bei der nächsten großen Eiszeit, der Würm-Kaltzeit, drang der Rheingletscher wieder weit ins Alpenvorland vor, sein größter Vorstoß und später ein erneuter Vorstoß, kamen jedoch vor dem Wurzacher Zungenbecken (also südlich des Zungenbeckens) zum Stehen. Beide Vorstöße bildeten wieder Endmoränen (Außenwall und Innenwall). Zwischen dem Außenwall des Würm-Gletschers und dem Innenwall des Riß-Gletschers war nunmehr eine komplett eingeschlossene Senke entstanden. Der Seewasserstand konnte nur noch durch die Abflussrinne der Wurzacher Ach reguliert werden. Aus dem Eisrand-Stausee der Riß-Kaltzeit war in der Würmzeit ein Endmoränen-Stausee geworden. Schließlich drangen Schwimmblattpflanzen und Röhrichtpflanzen immer weiter in den See vor. Dieser verlandete und verkrautete postglazial (in der Warmzeit ab ca. 8 Tsd.) immer mehr und wurde dabei noch flacher und sauerstoffärmer.

### Biologie

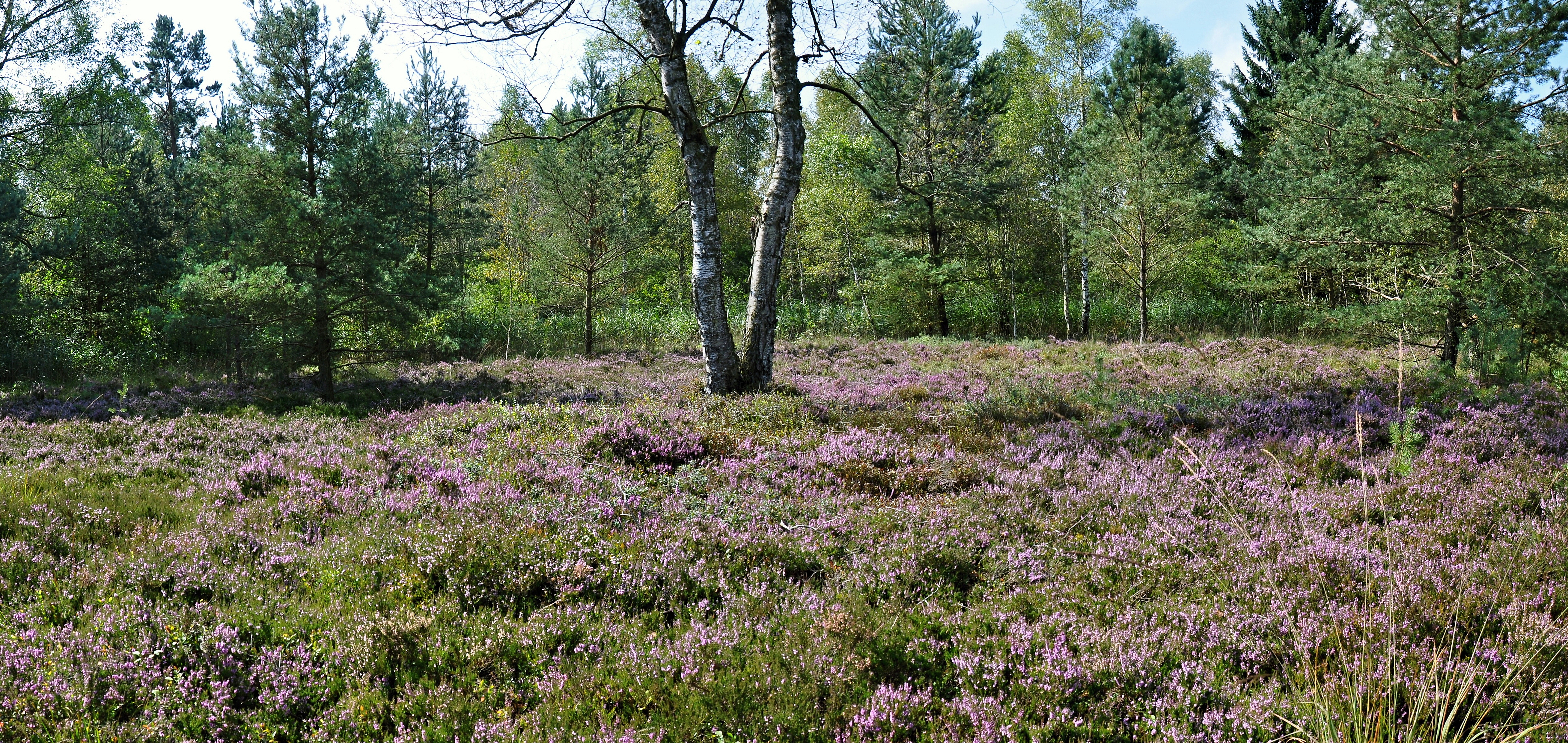
Blühende Besenheide und Glockenheide. Typischer Moorwald: Birke, Waldkiefer, Spirke und Fichte

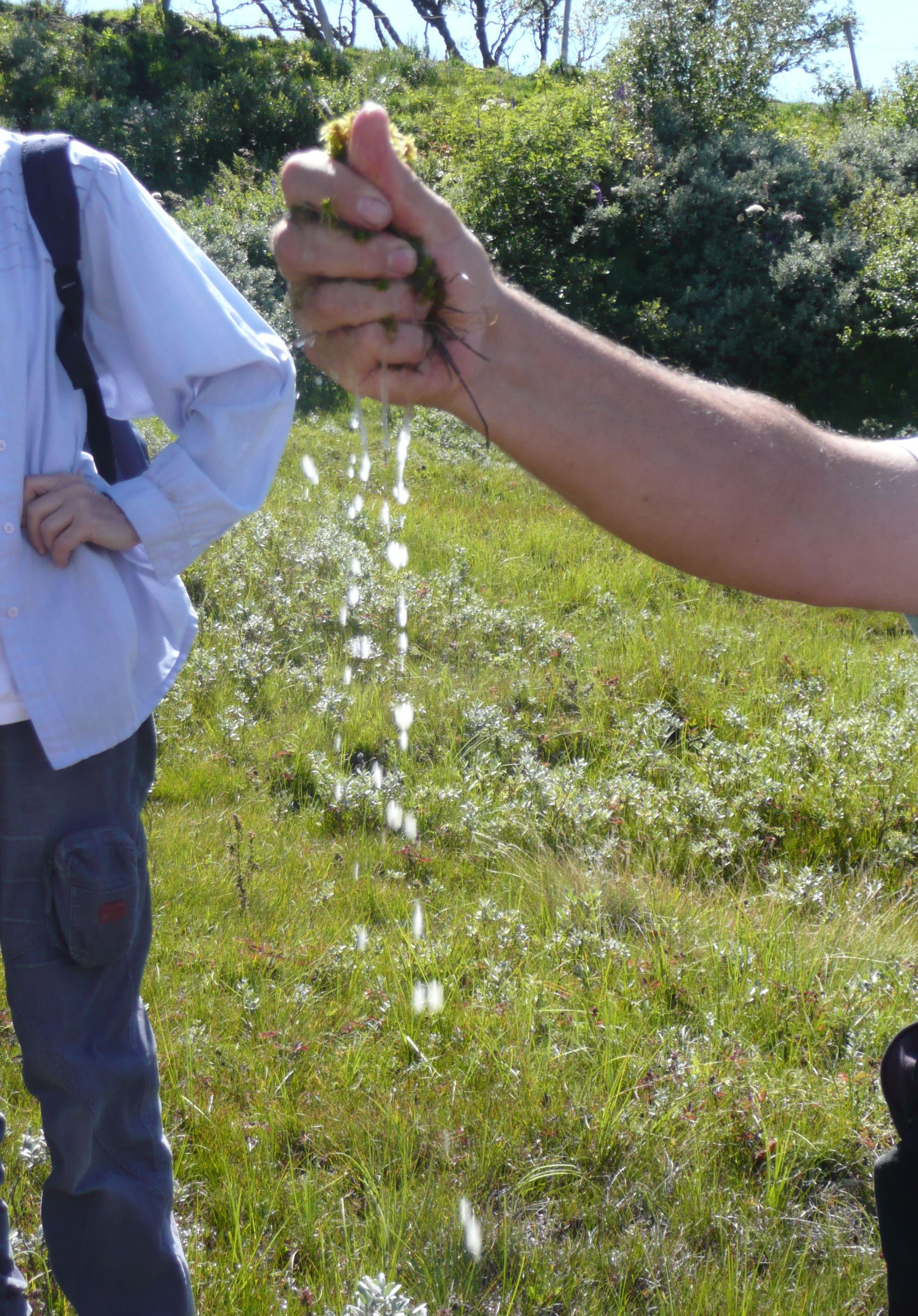
Torfmoormoose können Wasser speichern

Infolge hoher Niederschläge siedelten im entstehenden Niedermoor (Grundwassermoor) verschiedene Torfmoose. Diese können viel Niederschlagswasser aufnehmen und speichern und auf ihren Zerfallsprodukten weiterwachsen. So häufte sich Schicht auf Schicht; das Niedermoor erhöhte und wölbte sich, die unteren Schichten wurden fester. Die verdichteten Schichten verwitterten unter Sauerstoffmangel. Das oberflächennahe Wasser wurde für die Pflanzendecke wichtiger als das Grundwasser, ihr Wachstum wurde allmählich nur noch von Niederschlägen gesteuert. Bei der Aufnahme von Nährsalzen aus dem gespeicherten Wasser säuern Moose das Wasser an, so dass sie saure und nährstoffarme Bodenverhältnisse und immer mehr Torf produzieren. Auf diesen Böden können nur noch dafür spezialisierte Pflanzengesellschaften gedeihen. Das Grundwasser blieb unter einer immer dicker werdenden, dichten Torfschicht getrennt, welche schließlich die Pflanzendecke gänzlich vom Grundwasser isolierte. Gehölze und auf hohe Nährstoffangebote angewiesene Pflanzen konnten sich im Hochmoorbereich nicht halten. Im Lauf der letzten 5000 Jahre sind durchschnittlich fünf bis sechs Meter entstanden.
In den ehemaligen Torfstichgebieten finden sich auf kleinstem Raum offene Wasserflächen, verlandende Torfstiche mit „Schwingrasen“ und nasse Bruchwälder. Torf war lange ein regional verfügbarer, wichtiger Brennstoff. Der anfänglich manuelle, später mechanisch-industrielle Abbau veränderte rund ein Drittel des riesigen Moorgebiets drastisch. Abbau direkt vor dem Ort Wurzach ließ den etwa 10 Hektar großen „Riedsee“ entstehen. Der Abbau von Torf als Brennmaterial wurde Anfang der 60er Jahre, der Abbau jedweder Art endgültig 1995 eingestellt.

## Renaturierung durch Wiedervernässung

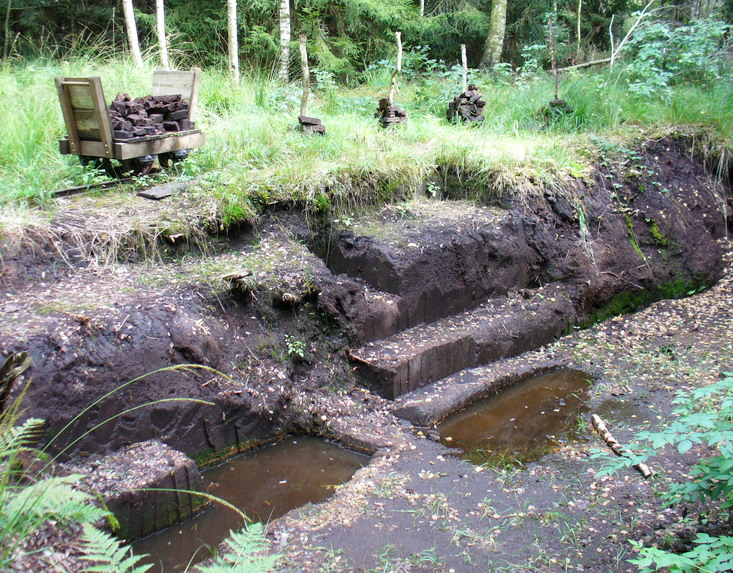
Historischer Torfstich am Torfstecherweg

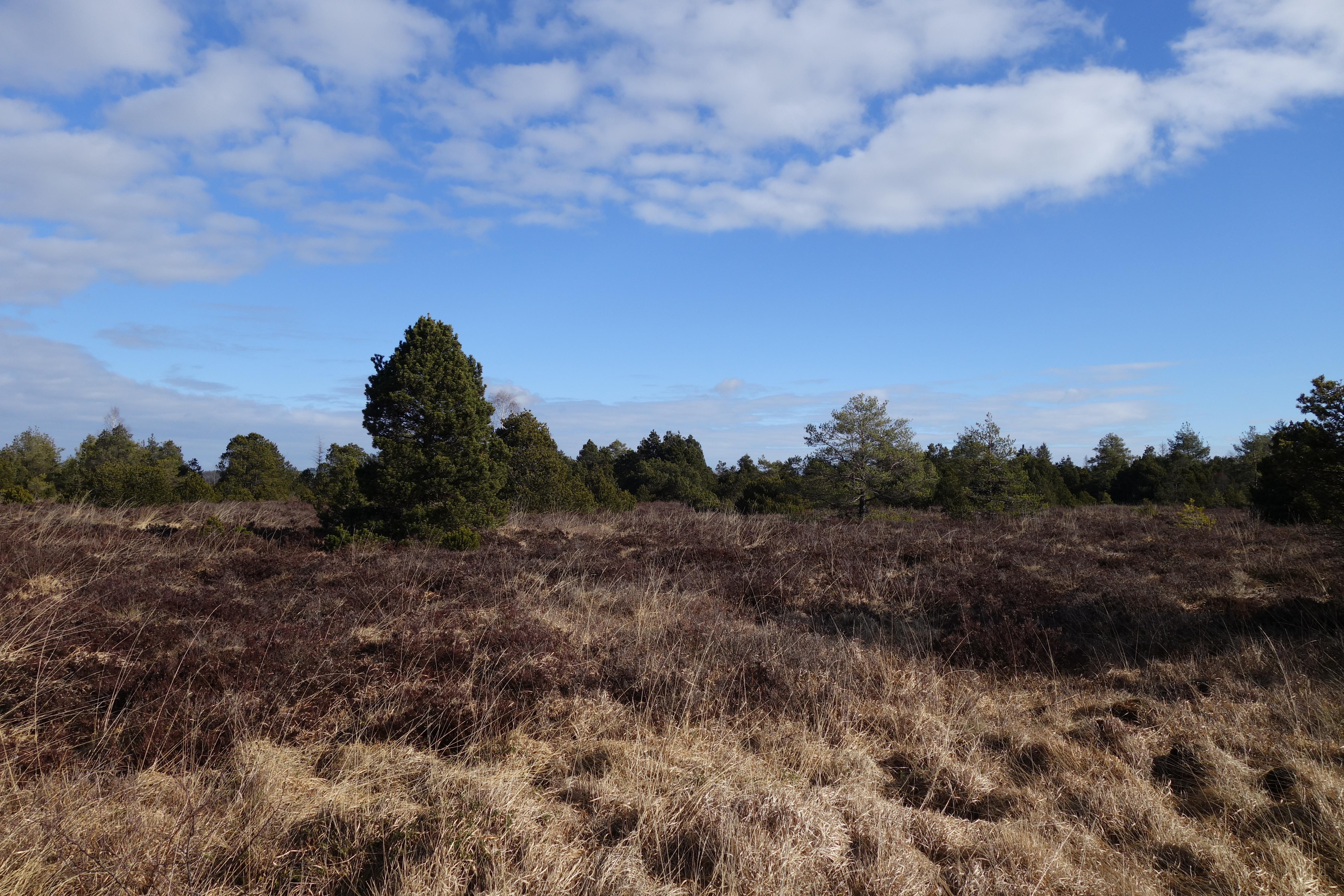
Verlandende Torfstiche mit Schwingrasen

Der mechanische Torfstich fand überwiegend zwischen 1920 (wegen Nachkriegsknappheit von Brennmaterial) bis 1962 statt. Das von Wechseln von nicht abgetorften Moorrücken und breiten Torfstichen geprägte Gebiet wurde von einem Hauptvorfluter, dem so genannten „Torfwerkskanal“, zwölf breiten, vertikalen Sammelgräben und einer hohen Zahl von querverbindenden Schlitzdrainagen entwässert. Das Renaturierungsziel für die Moorrücken war, die Wasserstände so hoch wie möglich, in den abgetorften Bereichen bis zur Oberfläche, anzuheben. Dafür wurden Holzspundwände und Torfdämme errichtet, um alle Entwässerungsgräben abzudichten. In vielen Fällen konnte Bunkerde gefunden werden, die, wenn wieder aufgetragen und vernässt, die Neuentwicklung einer typischen Hochmoor-Pflanzendecke in Gang setzten konnte. Seit 1996 ist das Haidgauer Torfstichgebiet (ca. 250 ha) systematisch wieder vernässt worden. Kontrollen konnten gute Erfolge, aber auch weiterhin offene Fragen der Renaturierung feststellen.

## Lebensräume

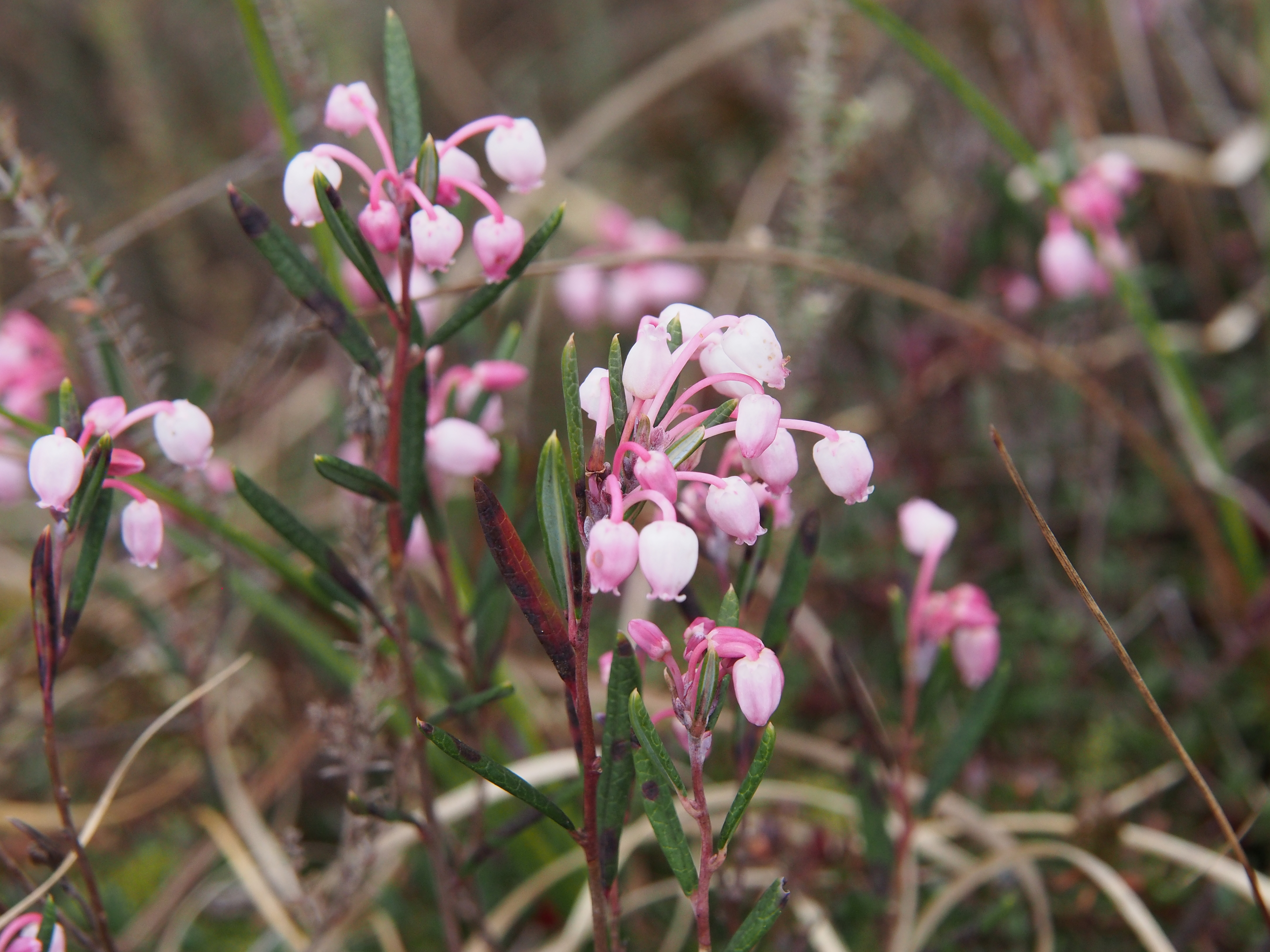
Blüten der Rosmarinheide (Andromeda polifolia)
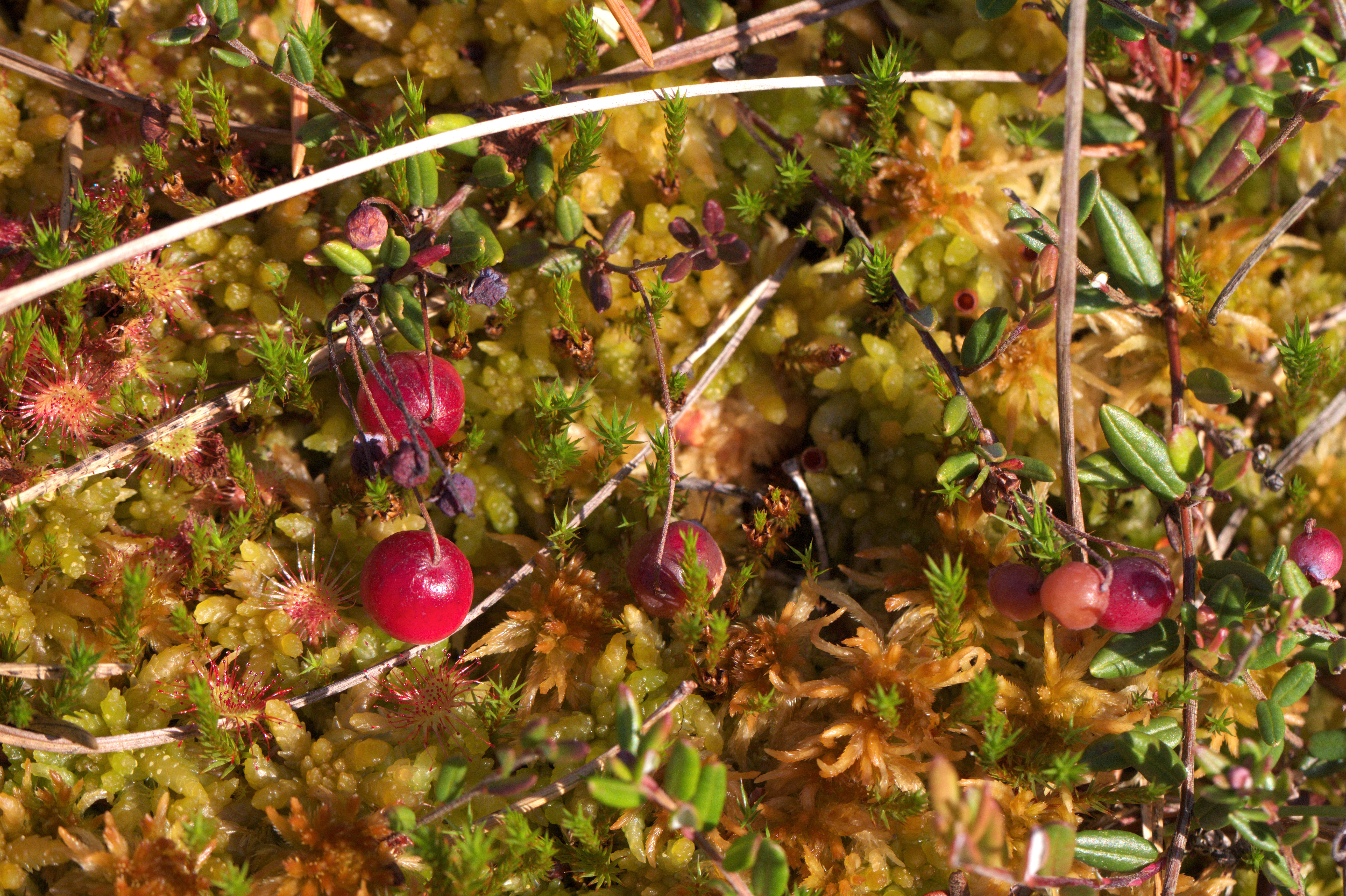
Früchte der Moosbeere (Vaccinum oxycoccos)
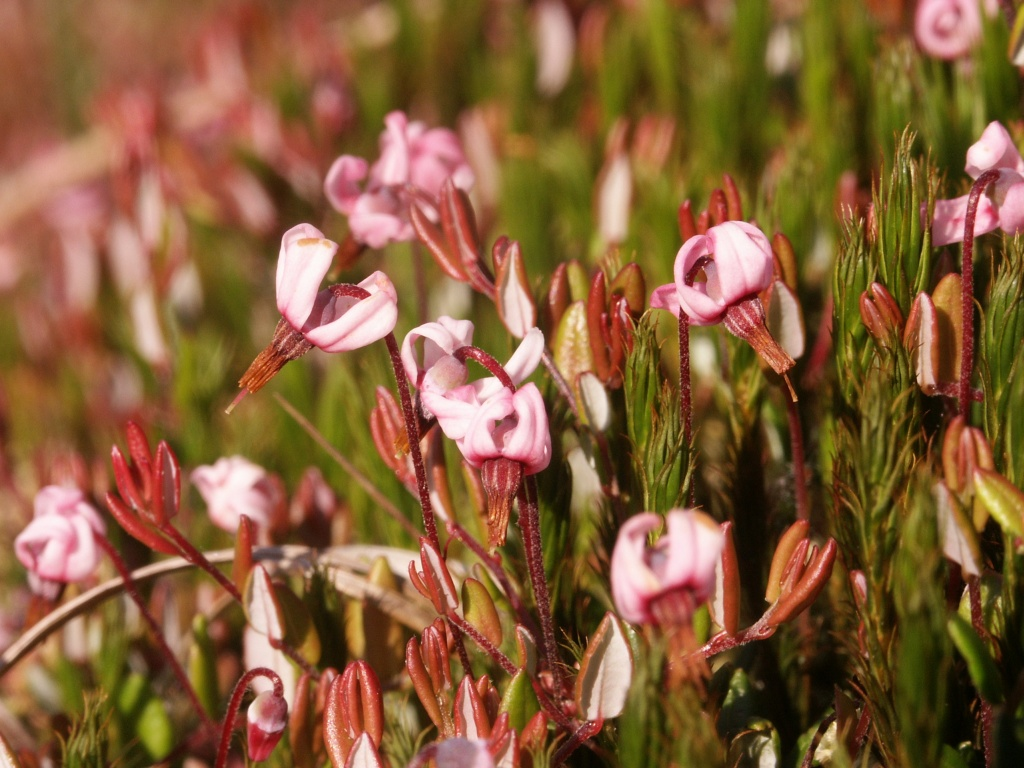
Blüten der Moosbeere (Vaccinum oxycoccos)
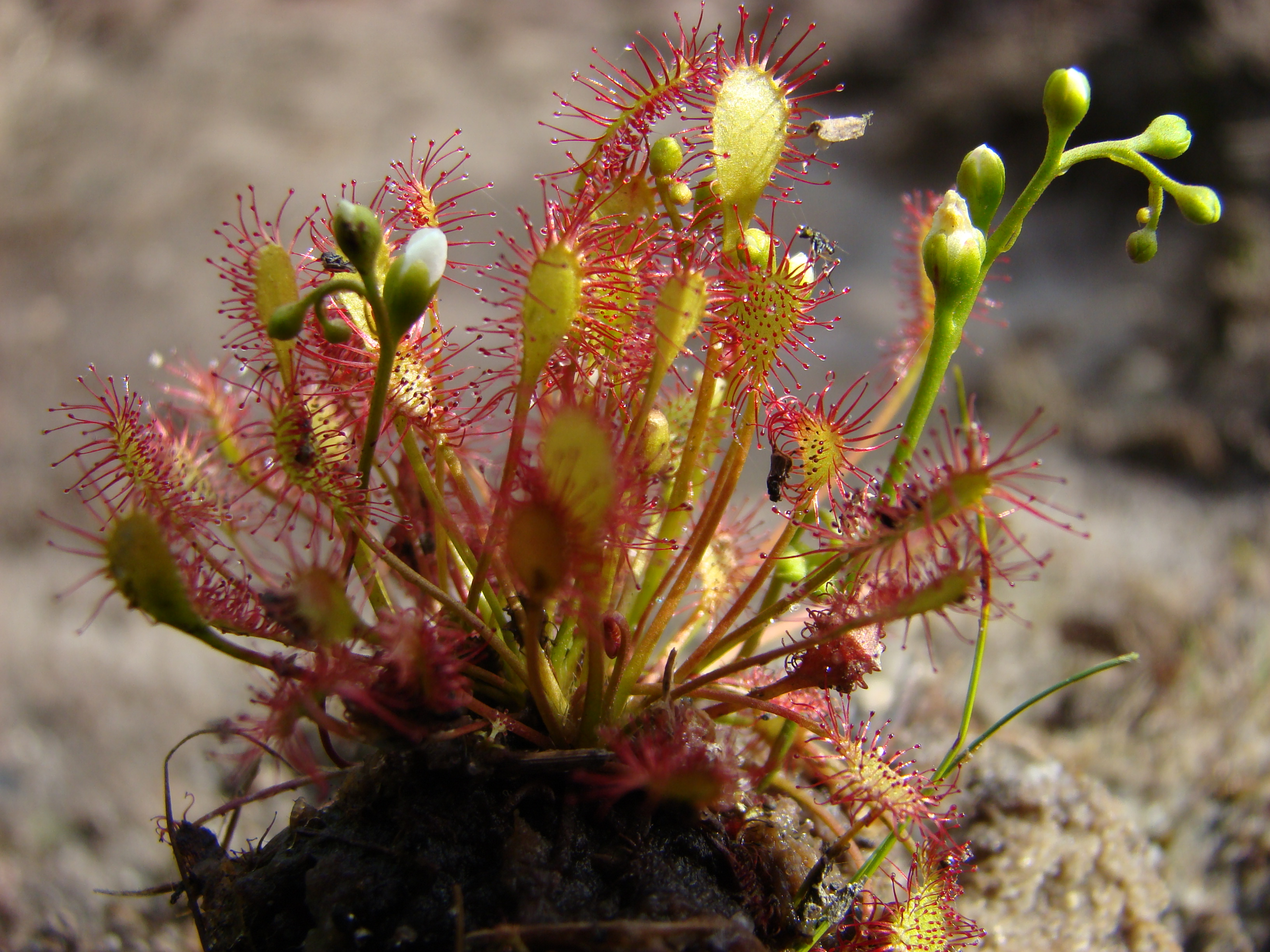
Mittlerer Sonnentau (Drosera intermedia)
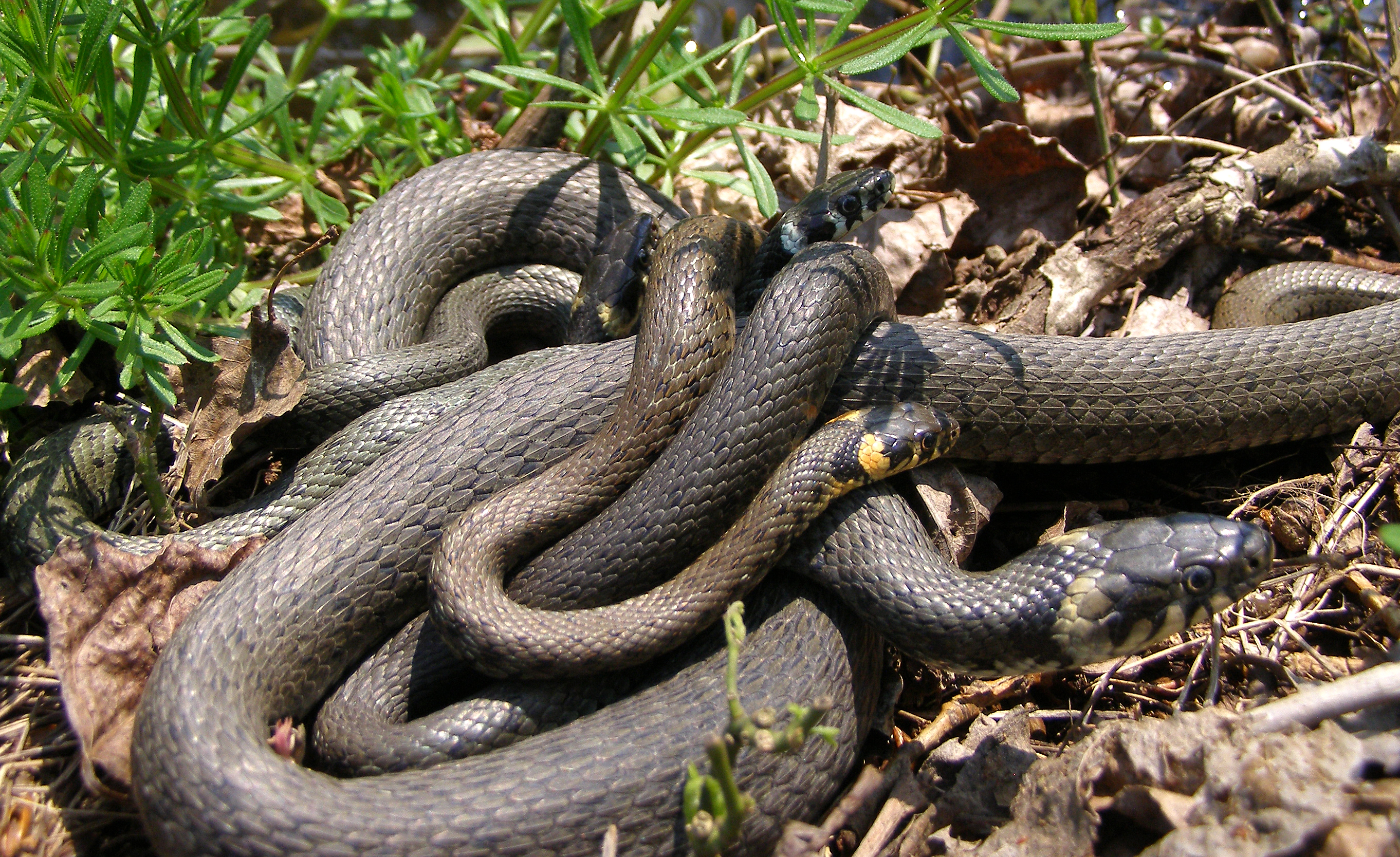
Ringelnattern bei der Paarung
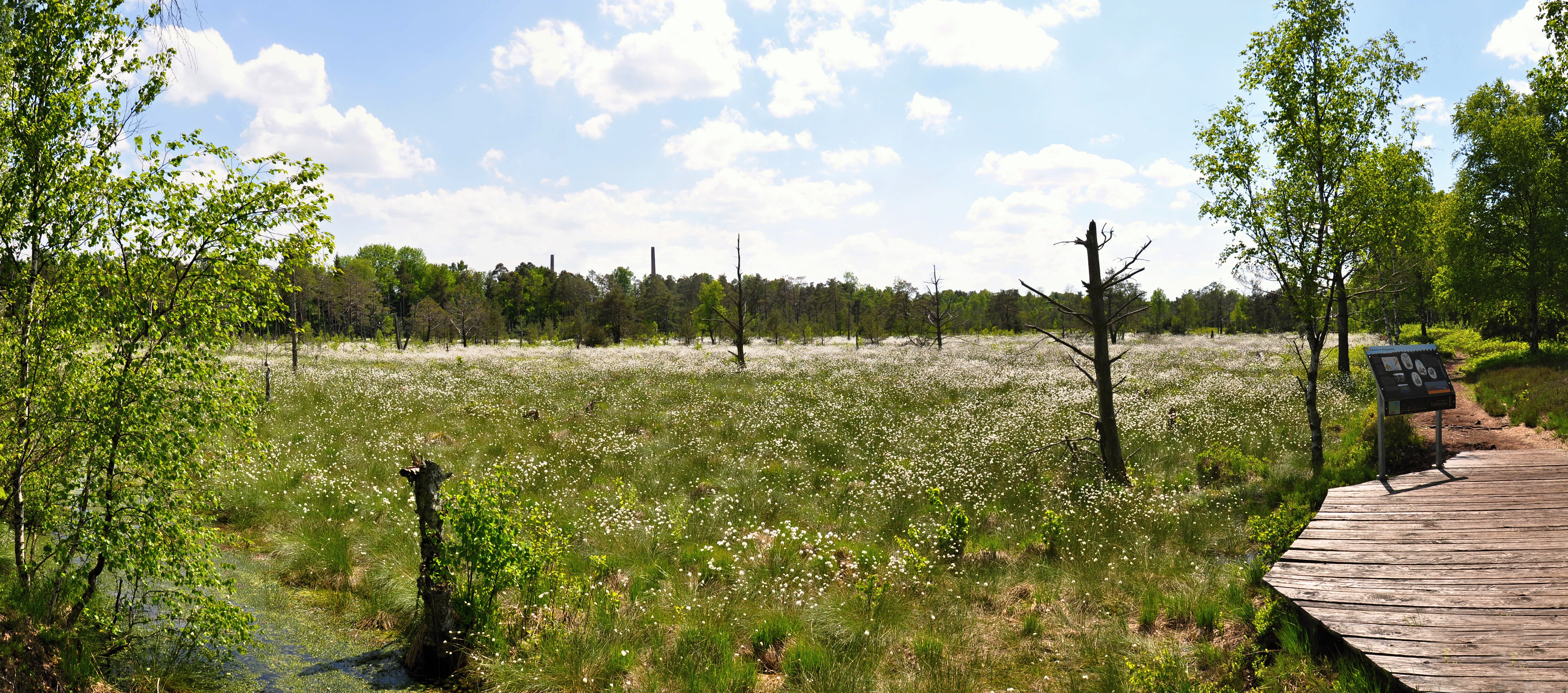
Lehrpfad Hochmoor, Scheiden-Wollgras (Eriophorum vaginatum) mit weißen Fruchtständen
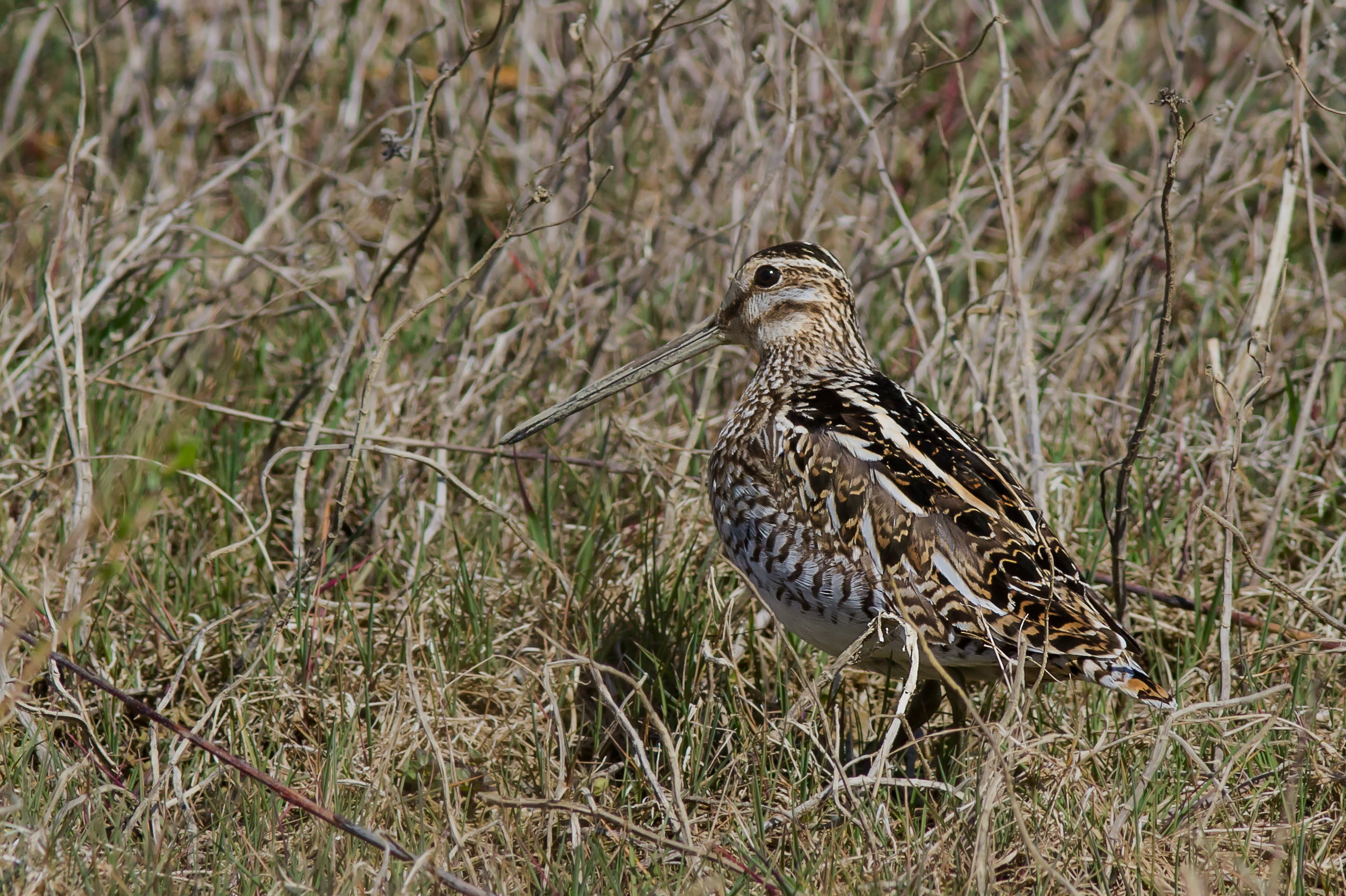
Bekassine (Gallinago gallinago)
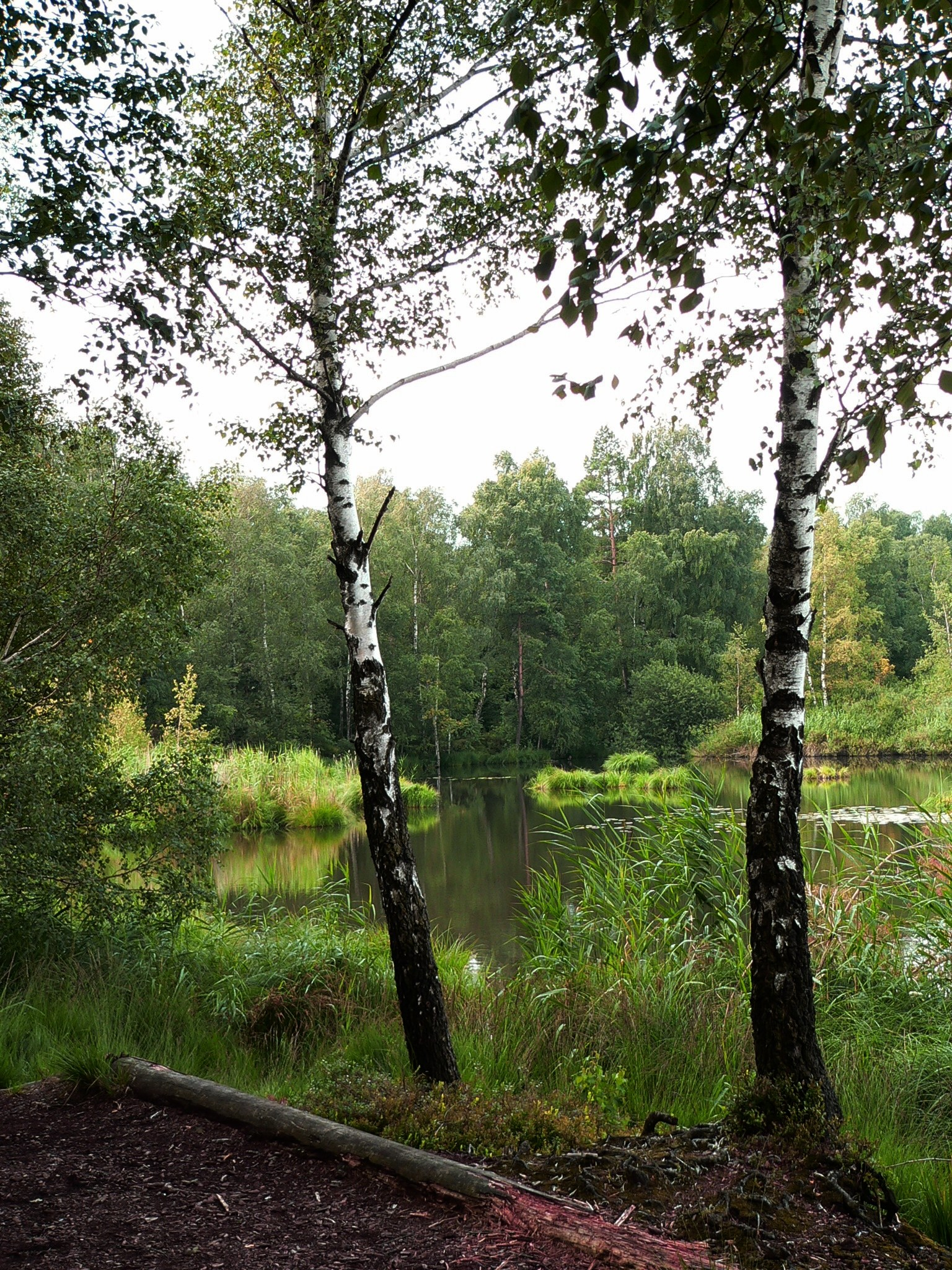
Moorbirken, Rotföhren, Riedweiher (Randbereich)

### Hochmoor-Spezialisten
Die durchschnittliche Jahrestemperatur liegt mit 6,8 °C unter, die Niederschlagsmenge mit rund 1090 Millimeter über dem Bundesdurchschnitt. Diese extremen Klimawerte sind für Hochmoore ideal. Mikroklimata in der Moorsenke sind noch extremer. Deswegen tritt Nebel hier auch häufiger auf als sonst in Oberschwaben. Das Wurzacher Ried bietet sehr unterschiedlich strukturierte, vielfältige Lebensräume. Die Hochmoorflächen sind weitgehend baumlos und nur von wenigen Spezialisten besiedelt, die in der sauren und nährstoffarmen Umgebung gedeihen können; typisch sind das Wollgras, der Sumpfrosmarin, die Moosbeere, sowie vor allem verschiedene Torfmoose (vgl. Bilder von Torfmoos-Unterarten). Auch Heidelbeere und Preiselbeere kommen hier vor. Vereinzelt tritt auch der Sonnentau auf. In den Randbereichen können die Moorbirke und Rotföhren gedeihen, häufig ist auch der Faulbaum.

### Nährstoffreiches Niedermoor

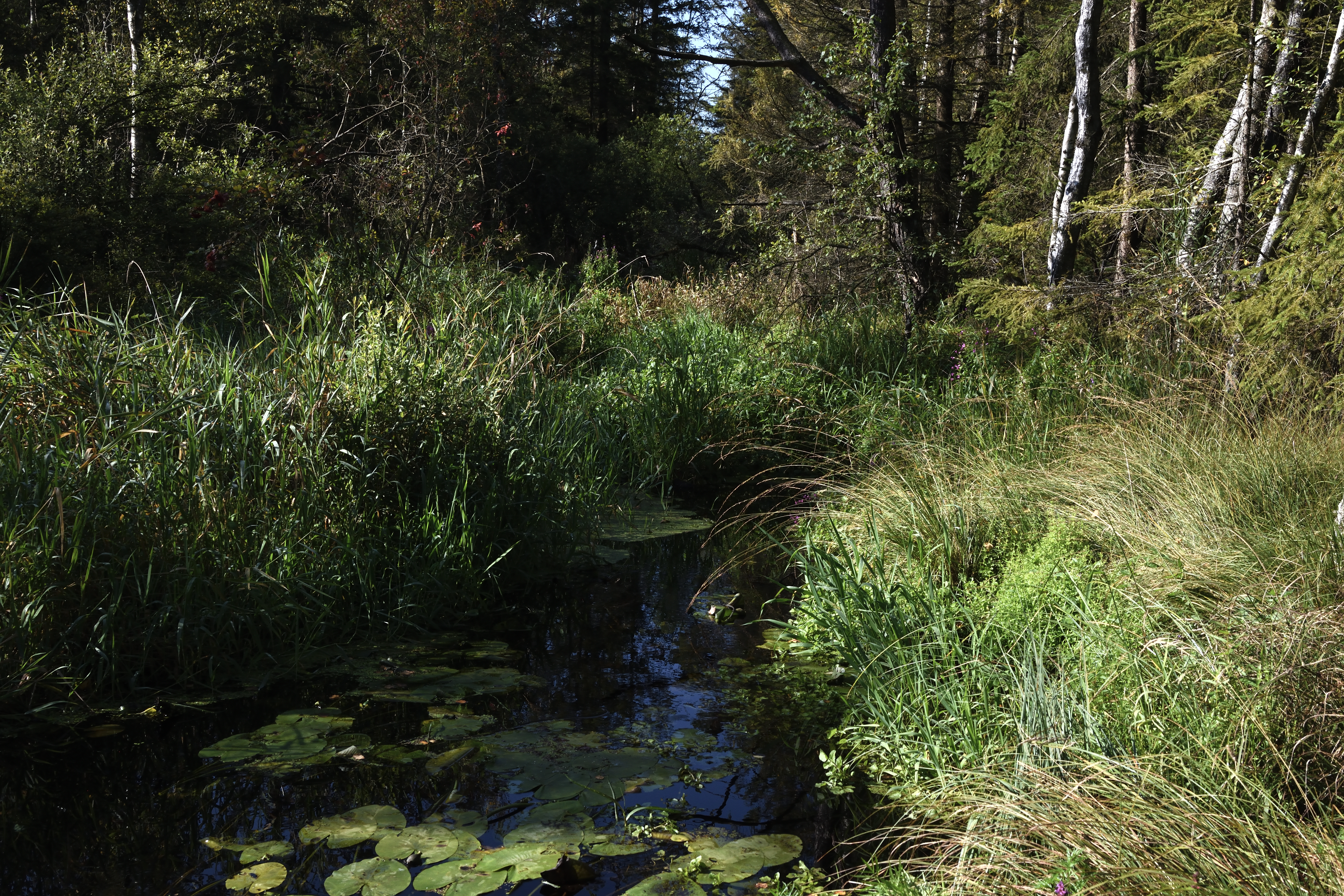
Im Niedermoor

In den Niedermoor- und Übergangsmoorflächen – Moorbereiche, die ja nicht von Fließ- und Grundgewässern getrennt sind – gibt es dagegen eine große Artenvielfalt. An den Gewässerrändern überwiegen verschiedene Seggenarten, während in den weniger feuchten Gebieten eine Fülle von Blütenpflanzen, unter anderem Orchideen, gedeihen kann. Die Randbereiche des Moorgebiets werden zum Teil noch immer extensiv landwirtschaftlich genutzt; für diese „Streuwiesen“ ist das Pfeifengras typisch und bestandsbildend. Die Artenvielfalt an Insekten, Amphibien, Reptilien und Vögeln, darunter zum Beispiel Kiebitz, Wachtelkönig und Bekassine, ist in diesem Lebensraum sehr groß.

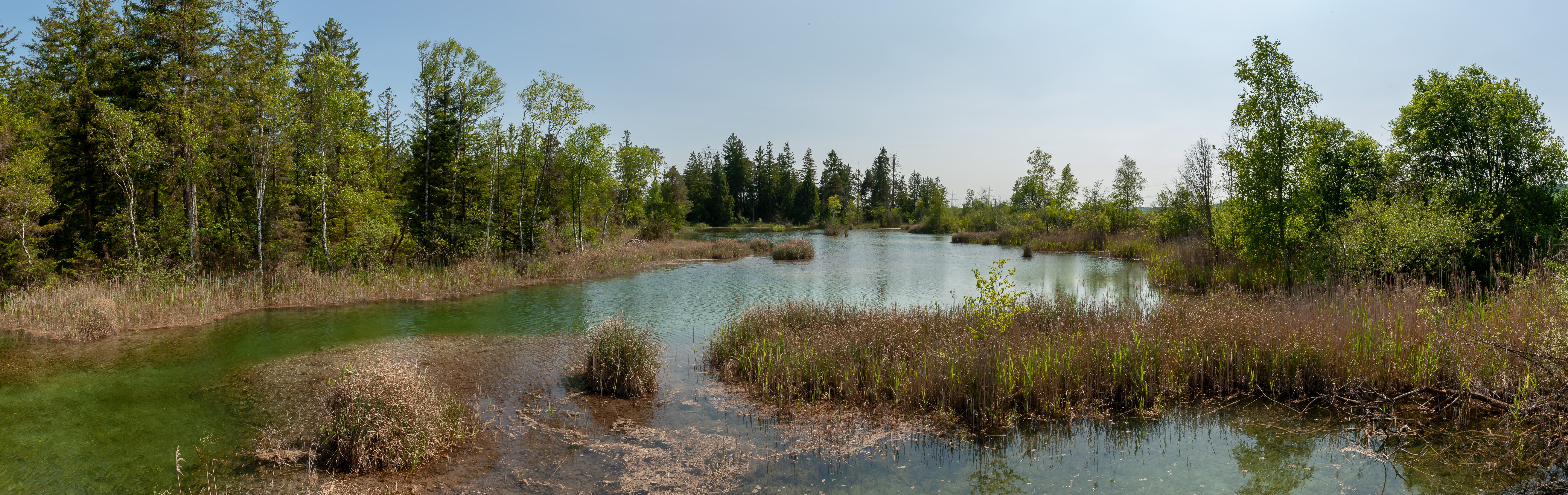
Haidgauer Quellseen

An der südwestlichen Ecke des Naturschutzgebietes im Niedermoorbereich liegen die „Haidgauer Quellseen“. Hierbei handelt es sich um die für Quelltöpfe typischen kalk- und mineralreichen Karstquellen bzw. Quellseen von einigen wenigen bis etwa 20 Meter Durchmesser; deren Wasser ist – im Gegensatz zu den dunklen Moorgewässern – sehr klar und bläulich-grün.
Aufgrund dieser großen Strukturvielfalt beherbergt das Ried eine Tier- und Pflanzenwelt mit einem hohen Anteil seltener oder sogar entsprechend den „Roten Listen“ gefährdeter Arten.

## Europäisches Vogelschutzgebiet
Zum Brut- und Rastgebiet zahlreicher Vogelarten vergleiche: Wurzacher Ried (Vogelschutzgebiet)

## Besondere Würdigungen
1989 wurde das Wurzacher Ried als eines der größten noch intakten Hochmoorgebiete Mitteleuropas erstmals mit dem Europadiplom ausgezeichnet. Das wurde mit der Auflage verbunden, einen Management-Plan für ein ökologisches Entwicklungskonzept (Wiedervernässung) zu erstellen.
Über das „Naturschutzzentrum Wurzacher Ried“ werden alle Entwicklungs- und Pflegemaßnahmen koordiniert und betreut. Die Finanzierung teilen sich das Land Baden-Württemberg, der Landkreis Ravensburg und die Stadt Bad Wurzach. Eine multimediale Erlebnisausstellung zeigt viele ökologische Details, die dem ungeschulten Auge beim Riedbesuch verborgen bleiben würden. Es gibt aufwändige, multimediale Präsentationen und eine spezielle, akustische Kommentierung für Kinder.

## Natur erleben
Heute ist das Wurzacher Ried ein vielbesuchtes Ziel für Ausflügler und Wissbegierige. Gern genutzt wird das „Torfbähnle“, welches an bestimmten Wochenenden durch das Ried fährt und von einem Moderator mit Erklärungen über Geschichte und Nutzung des Rieds begleitet wird. Ein anderthalb Kilometer langer Torflehrpfad ermöglicht „Auf den Spuren der Torfstecher“ an elf Stationen exemplarische Einblicke in die Geschichte und Technik des Torfabbaus im Ried.
- 01 – Einführung: Erste Entwässerungsmaßnahmen lassen sich im Wurzacher Ried bis um 1750 zurückverfolgen. Ab der Mitte des 19. Jahrhunderts eine systematische Erschließung des Gebiets um Torf abzubauen. So wurden ab 1866 unter anderem der vier Kilometer lange heutige Stadtkanal sowie der drei Kilometer lange Oberriedkanal angelegt.
- 02 – Das Torfwerk: 1880 wurde als erstes Torfwerk in Wurzach das Fürstlich Waldburg-Wurzach'sche Torfwerk Oberried gegründet. Es war der Beginn großflächiger, systematischer Abtorfungen im Wurzacher Ried. Das Torfwerk vereinte die drei Betriebszweige ‚Handtorfstich‘, ‚Maschinelle Torfgewinnung‘ und die ‚Weiterverarbeitung‘ im eigens eingerichteten Torfstreu- und Torfmullwerk. Ende der 1950er Jahre wurde der Betrieb des Torfwerks aufgrund sinkender Nachfrage an Streu- und Brenntorf eingestellt.
- 03 – Entwässerung
- 04 – Torfstiche und Torfbahn: Der meist von Hand gestochene Torf wurde zu Strängen gepresst und um 1900 mit 36 Rollwagen auf rund 2600 Meter Gleisen mit einer Spurweite von 50 Zentimeter von Hand wegtransportiert. 1904 wurde eine neue Gleisanlage (Spurweite 75 Zentimeter) angeschafft, auf der noch neun Wagen von Hand bewegt wurden.
- 05 – Der Handtorfstich
- 06 – Maschineller Torfabbau
- 07 – Der Riedsee
- 08 – Folgen des Torfabbaus
- 09 – Moorregeneration: Durch gezielte Wiedervernässung der früher entwässerten Moorbereiche breiten sich heute wieder Wollgräser und Torfmoose aus. Sie sind die wichtigsten Torfproduzenten und entscheidend für das Entstehen und Wachsen eines Hochmoores.
- 10 – Torfschuppen: In bis zu 111 im gesamten Ried aufgestellten Torfschuppen wurden die gepressten und vorgetrockneten Torfwasen im Herbst eingelagert, bis sie im Torfwerk weiterverarbeitet werden konnten.
- 11 – Geschichte des Torfabbaus